# Europejskie Towarzystwo Fizyczne
Europejskie Towarzystwo Fizyczne (ang. European Physical Society – EPS) – międzynarodowa organizacja, której celem jest promocja fizyki w Europie.
Europejskie Towarzystwo Fizyczne powstało w 1968 roku jako stowarzyszenie istniejących towarzystw narodowych. Zrzesza ponad 100 000 członków – fizyków spośród czterdziestu krajowych towarzystw fizycznych, w tym ok. 2000 członków z Polskiego Towarzystwa Fizycznego.
Roczny budżet EPS przekracza 1 mln euro.
W 2005 roku EPS było organizatorem Światowego Roku Fizyki.
EPS przyznaje nagrody naukowe, z których najbardziej prestiżową jest EPS Europhysics Prize. Prawie połowa laureatów tej nagrody otrzymała w przeszłości Nagrodę Nobla w dziedzinie fizyki. W 2005 EPS Europhysics Prize otrzymali profesorowie: David Awschalom, Tomasz Dietl z Instytutu Fizyki PAN i Hideo Ohno.
Prezesem EPS jest John Dudley z Uniwersytetu Franche-Comte w Besançon we Francji, a przewodniczącym Rady Fizyki Statystycznej i Nieliniowej w EPS jest prof. Jerzy Łuczka z Uniwersytetu Śląskiego.